# Castillo de Granera
El castillo de Granera es un castillo del municipio español de Granera, en la provincia de Barcelona. Su construcción se remonta al siglo XI, con elementos de castillo roquero probablemente anteriores. 

## Historia
Se tiene constancia de su existencia desde 971, documentado como Castrum de Granito, cuando entonces pertenecía al condado de Manresa. De jurisdicción real, en 1023 la condesa Ermesenda de Barcelona lo ofreció a su hijo, Berenguer Ramón I, como garantía de paz. También en los mismos años, antes de 1025, la misma condesa lo infeudó a favor de Wifredo de Balsareny o de su hijo Bernardo Guifré. Este último lo legó en 1046 a Guisla, a través de la cual pasó a la casa vizcondal de Barcelona. A finales del siglo XII los vizcondes barceloneses lo cedieron a Albert de Castellvell, pero al poco recuperaron el dominio. Ya en el siglo XIII fue infeudado de nuevo. En 1375 se hizo amo y señor del castillo Pere de Planella, moianés que era consejero real. El rey le vendió el pleno dominio, jurisdicción y derechos.
Perteneció a la familia Planella, que fueron también señores de castillo de Clará y castillo de la Plana (del término de Moyá) y Castellcir, emparentados con los Planella de Talamanca y la baronía de Calders. A finales del siglo XVI fue vendido a la familia Despalau, hasta que en 1642 María de Despalau lo vendió a Jacinto de Sala y Cervera. Se convirtió en sede de la baronía de Granera por concesión de Felipe IV el 17 de julio de 1643. Posteriormente castillo y título pasaron de nuevo a los Planella, luego a los Amat y más tarde a los Castellbell, siempre por alianzas matrimoniales. Actualmente, este título nobiliario está en manos del marqués de Castellbell, como el resto de baronías mencionadas.

## El edificio
Se ubica en el municipio catalán de Granera, perteneciente a la comarca del Moyanés, en la provincia de Barcelona. A los pies de la fortificación, erigida en lo alto de un cerro, se extiende el barrio del Castillo de Granera, por el lado meridional.

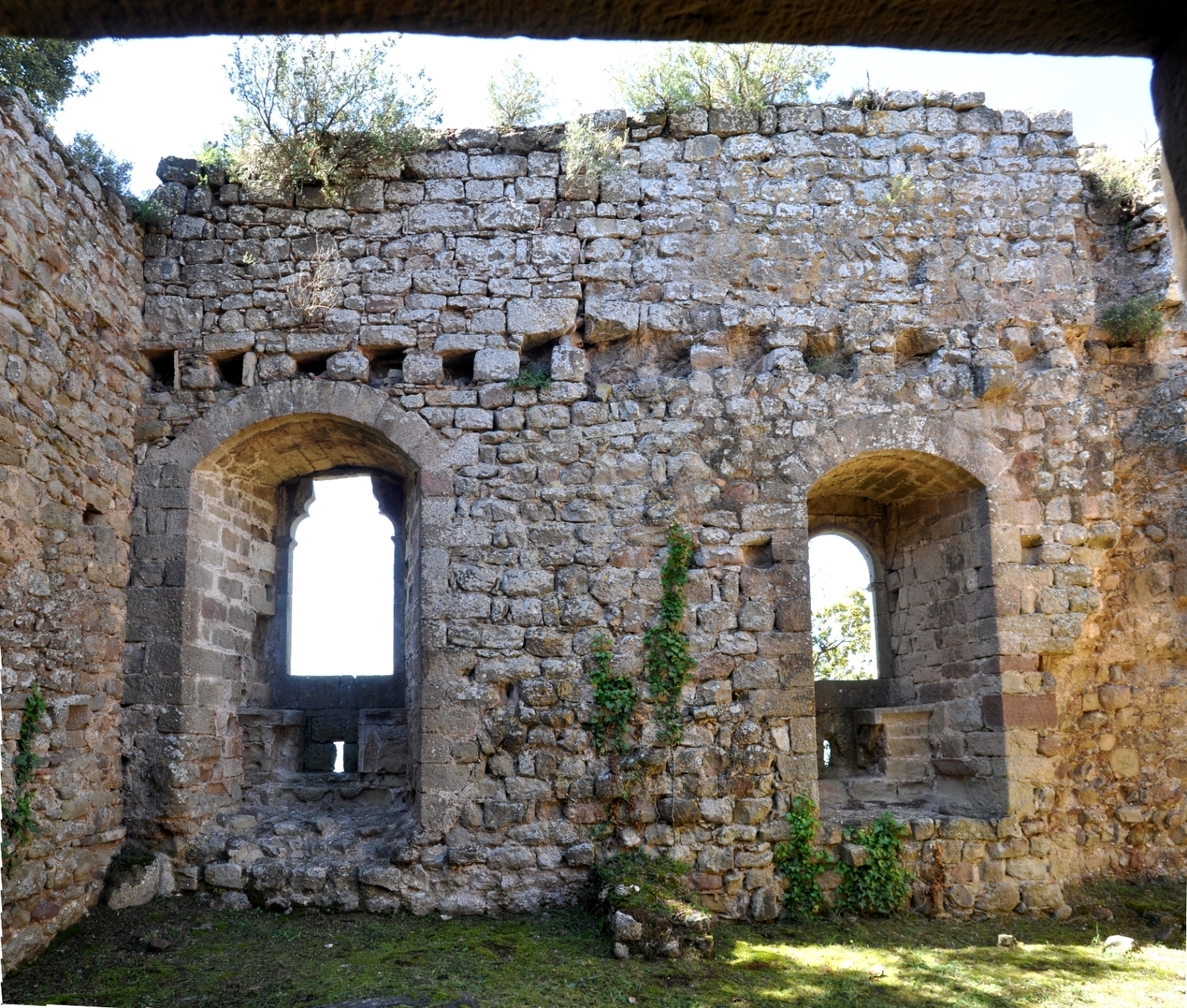
Detalle del interior

El castillo de Granera se conserva parcialmente, ya que ha sido consolidado y en parte reconstruido por sus actuales propietarios. Tiene una planta irregular, adaptada al relieve de la roca donde se asienta, con elementos constructivos muy interesantes, como unos arcos en gradación hechos para sostener el muro en la irregularidad de la roca que hace de basamento. Los muros están hechos de sillares regulares unidos con mortero de cal, pero conserva fragmentos, en la parte de poniente, de obra más antigua, con paramentos de opus spicatum. La parte oriental, donde está el arco de entrada, parece obra del siglo XIV, pero en el sector noroccidental hay bastantes muestras de siglos anteriores.
Los restos del interior remiten a un castillo renovado ya en la Edad Moderna, en los que destaca la capilla de Santa María, del siglo XVII. Sin embargo, el estado ruinoso se extiende a todo el conjunto del castillo. En la década de los setenta del siglo XX, se hizo un intento de reconstrucción, para dedicar el conjunto a hospedería, pero no prosperó. Sin embargo, se rehízo una parte del sector norte.